# Buenavista de Cuéllar
Buenavista de Cuéllar es una población mexicana del estado de Guerrero. Es cabecera del municipio homónimo y forma parte de la región Norte del estado.

## Toponimia

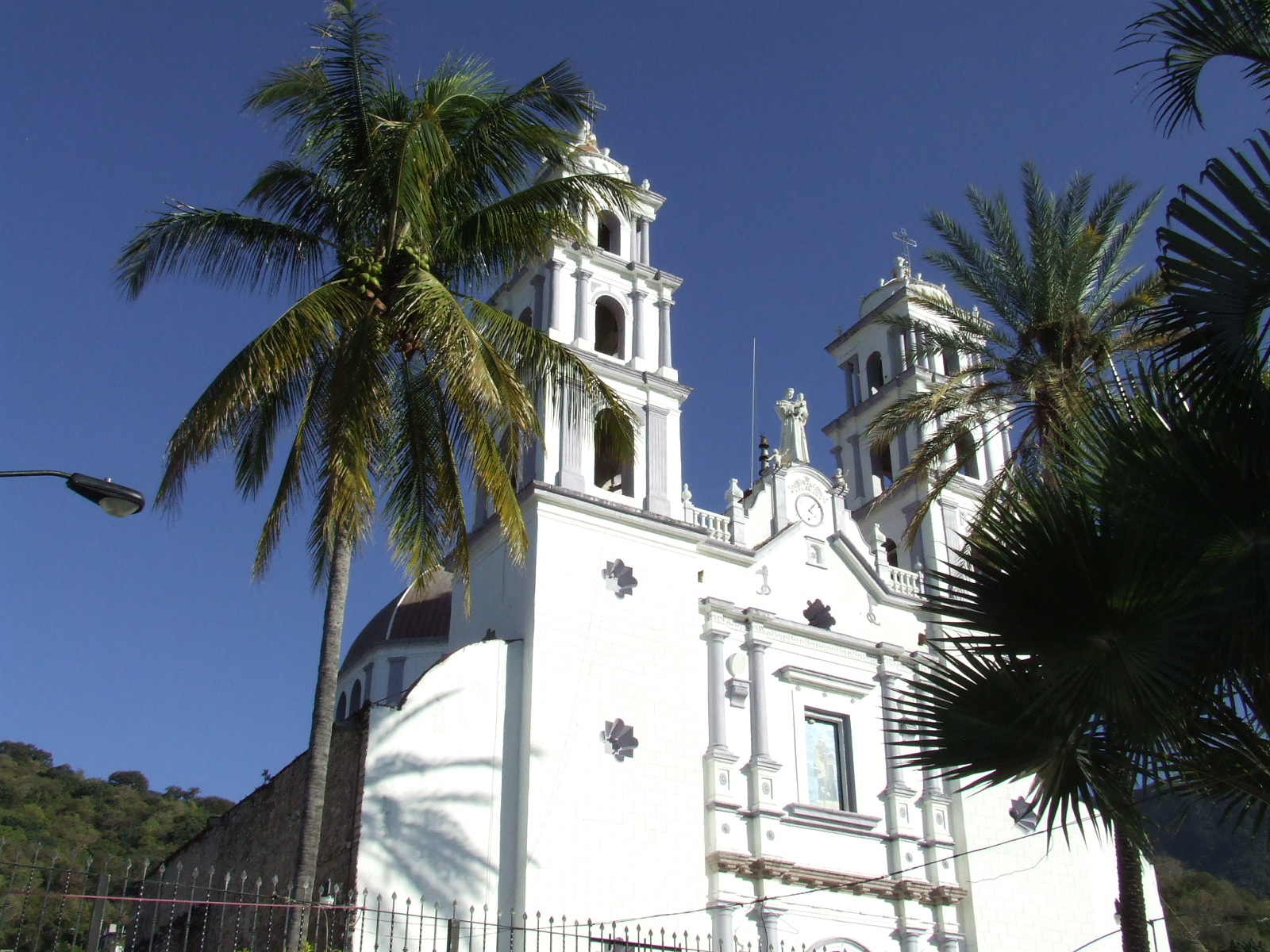
Parroquia de San Antonio de Padua en Buenavista de Cuéllar.

Buenavista de Cuéllar debe su nombre a su situación geográfica privilegiada; el añadido de Cuéllar es en honor al General Rafael A. Cuéllar quien en 1877, siendo gobernador del estado, otorgó a la población el título de pueblo.

## Demografía

### Población

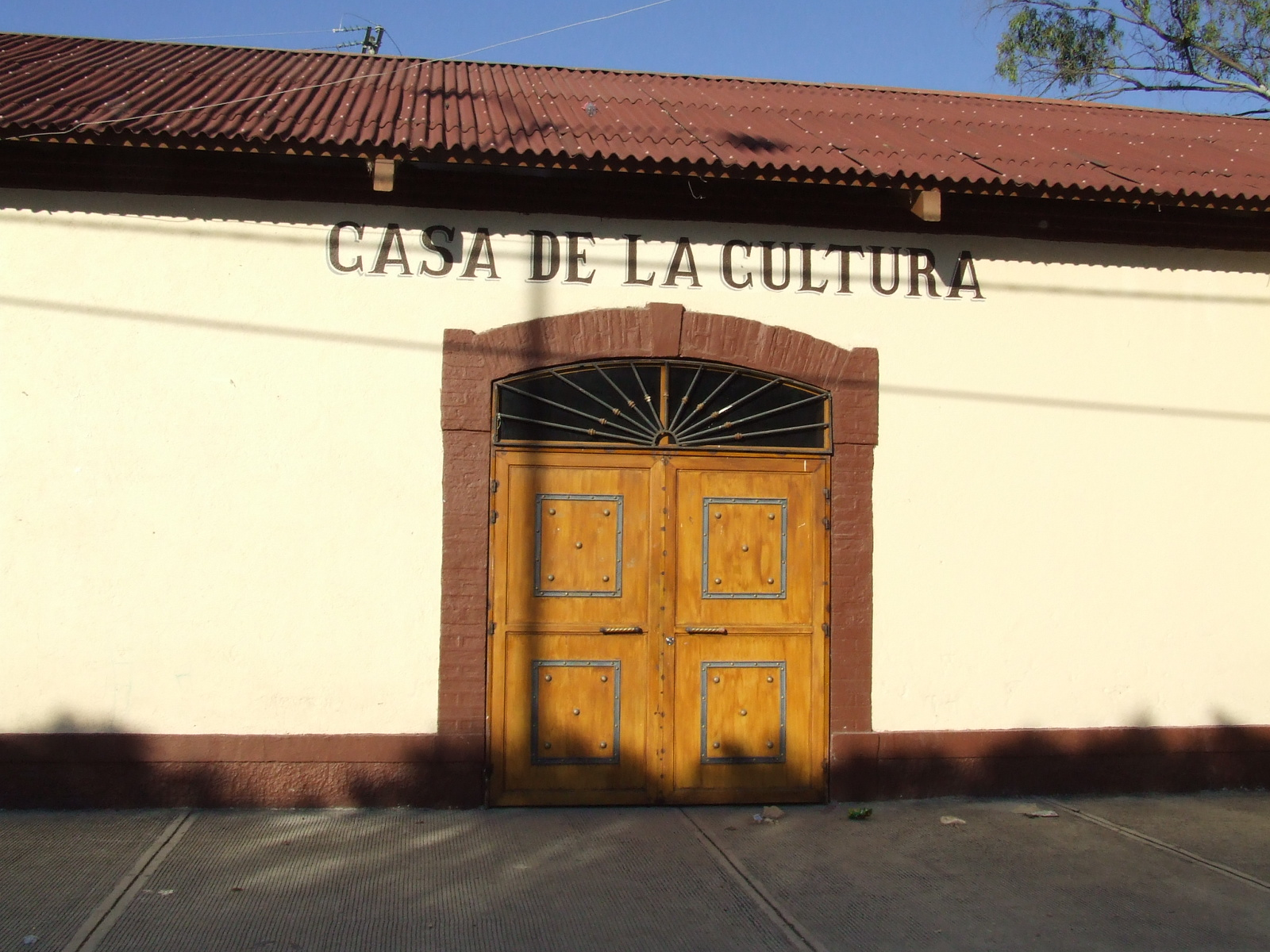
Casa de la Cultura en Buenavista de Cuéllar.

De acuerdo al II Conteo de Población y Vivienda realizado en 2005 por el Instituto Nacional de Estadística y Geografía (INEGI), la ciudad de Buenavista de Cuéllar contaba hasta ese año un total de 6 762 habitantes, de los cuales, 3 259 eran hombres y 3 503 eran mujeres.